# Spawn: Godslayer
Spawn: Godslayer es una historieta creada por el guionista y dibujante canadiense Todd McFarlane. La serie se ubica en una continuidad externa a la del universo Spawn. Una historia de fantasía épica, una historia de la antigüedad mágica, reinos caídos y amor condenado, contada por Brian Holguin.
La historia de Godslayer se lleva a cabo en un mundo sin cielo ni infierno, un mundo donde la mirada de dioses, grandes y pequeños, reina sobre los innumerables reinos de hombres. Pero una misteriosa figura ha surgido de la neblina del caos, un incesante merodeador que ha sido enviado a asesinar, uno por uno, a los mismos dioses.
El equipo creativo a cargo de Godslayer fue llevado a cabo en los lápices: Jay Anacleto, Lan Medina y Brian Haberlin; coloristas: Brian Haberlin y Andy Troy y portadistas: Jay Anacleto y Brian Haberlin.